# 吴坪枫
吴坪枫（1981年11月1日—），是一名已经退役的中国足球运动员，曾经入选过中国国家足球队、中国国奥队。吴坪枫是历来参加中超联赛球员中身高最矮的球员。

## 职业生涯

### 青年队
吴坪枫在2000年加盟广东青年队，并在2001年随队参加了九运会。

### 俱乐部
九运会结束后，吴坪枫跟随广东青年队征战2002年中乙联赛，并在当赛季跟随球队升级到甲B联赛。
在甲B赛场征战了两年后，深圳科健（即广东雄鹰队）宣布解散，吴坪枫加盟江苏舜天队参加2005赛季的中甲联赛。
2008年，吴坪枫回到广东，追随国奥队恩师沈祥福加盟当赛季中超升班马广州医药。
2008年5月10日，吴坪枫在广州医药主场3比0击败大连实德的比赛中打进自己首个中超联赛进球。
2011年8月21日，吴坪枫在广州恒大客场1比1战平河南建业的比赛中第100次代表广州队在正式比赛（包括联赛和足协杯）亮相。2011年9月14日，广州恒大客场对阵上海申花的比赛是吴坪枫为广州队效力的第100场联赛，他在这场比赛中打进1球，帮助广州队客场2比0击败对手。
2013年1月11日，广州富力宣布吴坪枫和姜宁、李健华一起加盟球队。，不过在富力效力的两年时间里，吴坪枫并没有获得太多上场机会，大部分时间是在参加预备队联赛。
2014年11月15日，吴坪枫通过在广东省人民体育场举办的告别赛正式退役，结束自己13年的职业足球生涯。不过他还是入选了2014年底至2015年初举行的第37屆省港盃广东队参赛名单，并在两回合赛事中均获得出场机会。

## 国家队生涯
吴坪枫曾经数次入选过中国国青队和中国国奥队。他第一次代表中国国家队出场是在2002年12月7日巴林四国邀请赛中国3比1击败叙利亚队的比赛，吴坪枫在下半场替补王新欣出场，完成国家队首秀。2011年10月11日，吴坪枫在2014年世界杯外围赛中国主场0比1不敌伊拉克的比赛中替补于汉超，这是他时隔3230天后再次代表国家队出场。

## 荣誉

### 俱乐部
- 广东雄鹰
  - 中国足球乙级联赛亚军：2002年
- 广州恒大
  - 中国足球甲级联赛冠军：2010年
  - 中国足球超级联赛冠军：2011年